# Eila Hiltunen

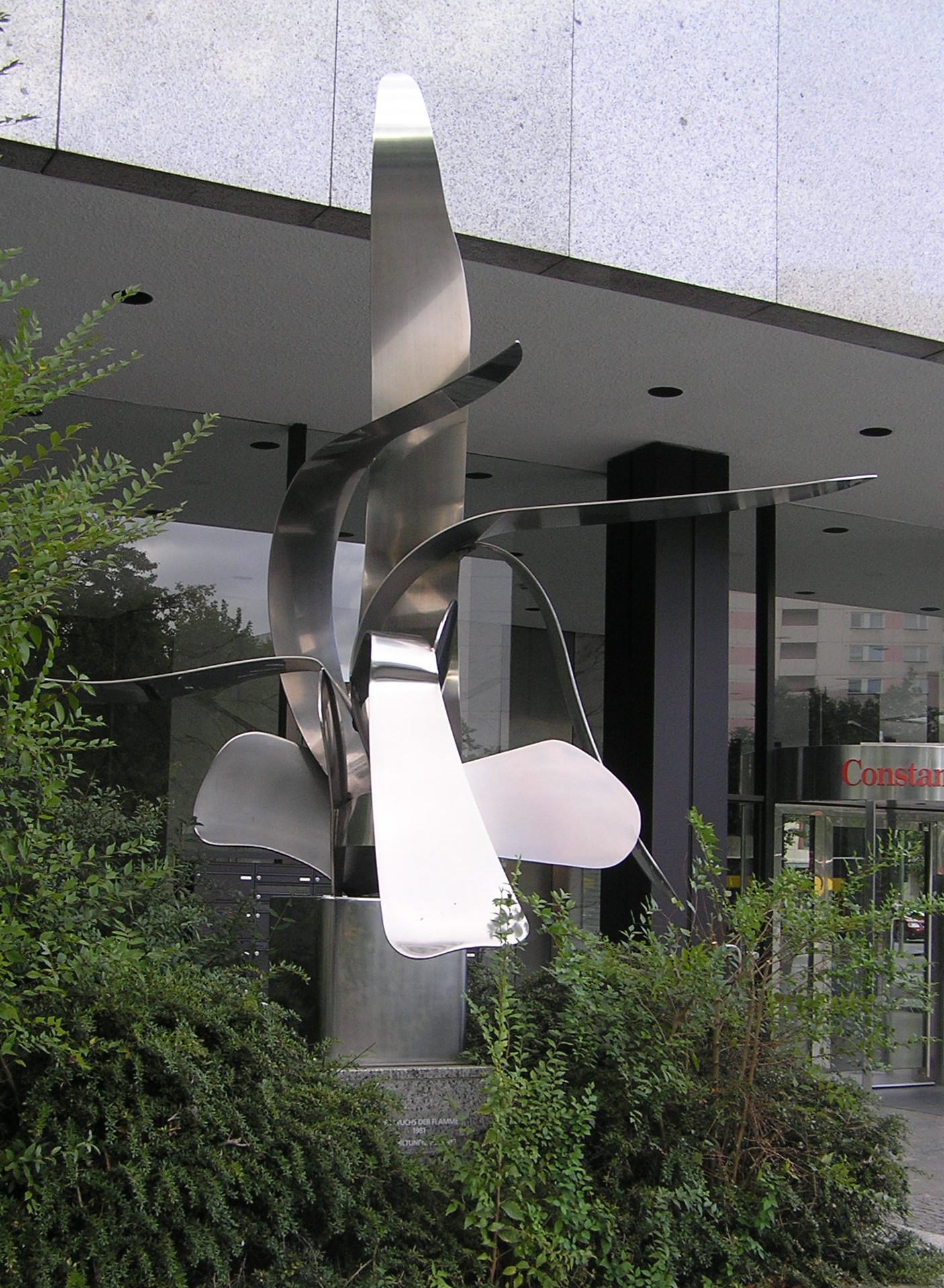
Der Wuchs der Flammen (1981), Skulptur von Eila Hiltunen, in Berlin

Eila Vilhelmina Hiltunen (* 22. November 1922 in Sortawala; † 10. Oktober 2003 in Helsinki) war eine finnische Bildhauerin.

## Leben
Ihr bekanntestes Kunstwerk ist das Sibelius-Denkmal in Helsinki. Eine kleinere Vorstudie zu dieser Skulptur steht auf dem Gelände der Zentrale der Vereinten Nationen in New York.
Hiltunens moderne und unverblümte Art der Bildhauerei wurde in Finnlands Kunstszene zunächst wenig Beachtung geschenkt. Als Pionierin der modernen Bildhauerei in Finnland und im Ausland, wurde sie erst in den letzten Jahren anerkannt. Im Jahr 2001 erhielt sie den renommierten Finlandia-Kunstpreis. Im selben Jahr fand im Didrichsen Kunstmuseum in Helsinki eine international beachtete retrospektive Ausstellung ihrer Kunstwerke statt, deren Schirmherrin die finnische Präsidentin Tarja Halonen war.